# Nepal (gruppo musicale)
I Nepal furono un gruppo thrash metal argentino, formatosi a Buenos Aires nel 1984.

## Storia del gruppo
Il Nepal è stato formato nel 1984 dal bassista Beto Vázquez. La band è in accordo con Larry Zavala (voce), Javier Bagalá (chitarra) e Dario Galvan (batteria).
Dopo aver registrato due demo e comparire nelle compilation delle band thrash di Argentina, la band pubblica il loro album di debutto, intitolato Raza de traidores (1993), evidenziando le canzoni "Represor", "Falsos profetas (a esos)", "La señal del Metal" e "Aquellos bastardos". Il materiale è stato rilasciato sotto l'etichetta Metal Command Records.
Dopo essere apparsa in varie parti del paese in cui sono invitati ad aprire il concerto della band tedesca Kreator, l'8 aprile 1994, durante il tour del Renewal, riportando ottime recensioni.
Nel 1995, hanno pubblicato l'album Ideologia di nuovo sotto l'etichetta Metal Records e quindi Command è promosso nella versione Argentina del mega festa Monsters of Rock. Questo materiale mette in evidenza le canzoni "Guerra sucia" (che criticano la guerra e ogni guerra) e "Paredes de hierro" (contro il sistema carcerario). Con l'repercucción di questo album, la band ha firmato con l'etichetta argentino NEMS Enterprises, casa discografica responsabile del lancio dischi band locali e internazionali: Angra, Blind Guardian, Gamma Ray, Helloween, Manowar, Hammerfall, Nightwish, Rhapsody, Stratovarius, Running Wild, ecc.
Nel 1996, la band è chiamata a partecipare alla compilation "Gritalo fuerte: tributo argentino a Kiss" di gruppi nazionali, pubblicato dalla etichetta indipendente Sleaze Records nel mese di ottobre dello stesso. Lì interpretano una versione thrash di "Love Gun".
Nel 1997, la band, già sotto il sigillo di NEMS Enterprises, pubblica il suo terzo album in studio, intitolato Manifiesto. In questo lavoro, la band ha il sostegno di importanti artisti della scena mondiale di metalli pesanti: Hansi Kürsch, leader della band tedesca Blind Guardian, Andre Matos, ex cantante della band brasiliana Angra, il British Georgina Biddle e Martin Walkyier (violino e voce, rispettivamente Skyclad) e l'argentino Ricardo Iorio (ex V8 e Hermética). Come i suoi precedenti due lavori in studio, questo materiale è il più notevole in termini di sua lirica. Le lettere sono orientate ancor più alla giustizia sociale, ai diritti umani, al capitalismo, a favore dell'ambientalismo, tec.
La canzone "Besando la tierra", rivendica i desaparecidos e chiede a giudizio e la condanna del genocidio, nella fase più buia che ha vissuto in Argentina nel 1976-1983. "Ciegos de poder", parla dell'inquinamento ambientale, dell'avanzata del capitalismo come tentativo di progresso e di come questo distrugge il pianeta.
Dopo essere comparso nella seconda edizione dei Monsters of Rock festival 1997, i musicisti danno tutti i loro diritti d'autore dei temi interpretati, a beneficio dei pazienti di AIDS Muñiz ospedale di Buenos Aires.
Dopo vari cambi di formazione, la band ha deciso separato nel 2001. Larry Zavala lancia solista. Beto Vazquez formerebbe il famoso power metal band symphonic Beto Vázquez Infinity. Javier Bagalá si è dedicato all'educazione musicale ed è anche solista.

## Formazione

### Ultima formazione
- Javier Bagalá - chitarra (1985-2001)
- El Gato - voce (2001)
- Beto Vázquez - basso (1984-2001)
- Marcelo Ponce - batteria (1999-2001)

### Altri componenti
- Willie Urroz - voce (1985-1986)
- Ismael Porcel - voce (1987)
- Claudio "Larry" Zavala - voce (1987-2001)
- Tommy Arteaga	- chitarra (1984-?)
- Claudio Estévez - chitarra (1984-?)
- Raúl Jesaim - chitarra (1986-1989)
- Marcelo Blanco - chitarra
- Fabián Sosti - batteria (1984-?)
- Marino Grecco - batteria (1984)
- Jorge "Tanque" Iglesias - batteria (1985-?)
- Darío Galvan - batteria (1992-1996)
- Facundo Vega - batteria (1996-1999)
- Hernán Peña - batteria
- Enrique Mauer - batteria

## Discografia

### Album di studio
- 1993 - Raza de traidores (Metal Command Records/NEMS Enterprises)
- 1995 - Ideología (Metal Command Records/NEMS Enterprises)
- 1997 - Manifiesto (NEMS Enterprises)

### Raccolte
- 2012 - Demos Originales + Inéditos (Del Imaginario Discos)

### Demo
- 1986 - Nepal
- 1989 - Nepal II
- 1992 - Capitulo '92

### Split
- 1988 - Aquellos bastardos/Rompehuesos